# Colla Swartová

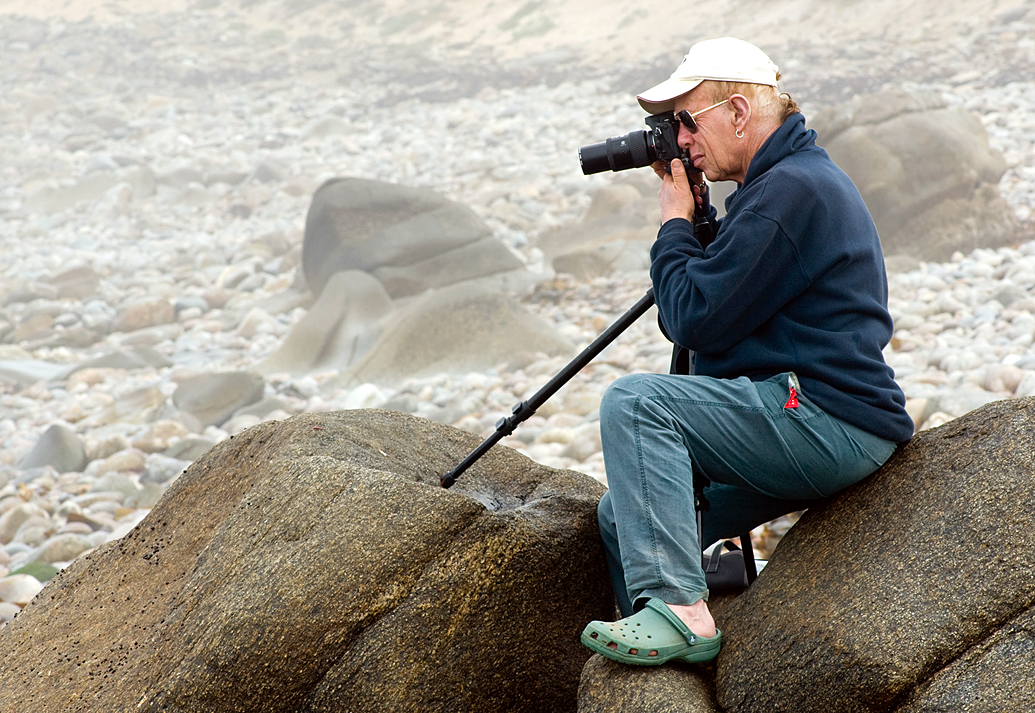
Kanadský fotograf Freeman Patterson, přítel a kolega fotografky

Colla Swartová (nepřechýleně Colla Swart; 1930 – 2023, Piketberg) byla jihoafrická fotografka.

## Životopis
S profesionálním fotografováním začala v roce 1982 a fotografovala přírodu a lidi ve svém rodném městě Kamieskroon a okolí. Colla a její kanadský přítel fotograf Freeman Patterson pořádali až donedávna (2020) každoroční fotografické workshopy v Namaqualandu, známém pro svou krásnou květinovou scenérii od srpna do září.
Swartová fotografovala divoké květiny Namaqualandu a dělala vícenásobné fotografické expozice.
Do roku 2023 žila v Piketbergu, Western Cape, Jižní Afrika, rodném městě svého syna a snachy.